# 薩沃伊 (阿肯色州)
薩沃伊（英語：Savoy）是位於美國阿肯色州華盛頓縣的一個非建制地區。該地的面積和人口皆未知。

## 地理
薩沃伊的座標為36°06′20″N 94°19′58″W / 36.10556°N 94.33278°W，而該地的平均海拔高度為317米（即1040英尺）。